# Alba de Céspedes
Alba Carla Laurita de Céspedes y Bertini (Roma, 11 marzo 1911 – Parigi, 14 novembre 1997) è stata una scrittrice, poetessa e partigiana italiana, autrice anche di testi per il cinema, il teatro, la radio e la televisione. "Clorinda" è stato il suo pseudonimo radiofonico e il suo nome di battaglia da partigiana.
Una sua ampia biografia è riportata nel volume curato da Marina Zancan per la prestigiosa e autorevole collana dei Meridiani che la Mondadori le dedicò.

## Biografia
Era di madre romana (Laura Bertini Alessandrini), mentre il padre era Carlos Manuel de Céspedes y Quesada (nel 1911 ambasciatore di Cuba in Italia, e nel 1933 presidente cubano per alcuni mesi). Il nonno paterno, Carlos Manuel de Céspedes del Castillo, era stato il "primo presidente in armi" dell'isola caraibica, e fu ucciso dai militari colonialisti spagnoli nel 1874.
Crebbe in una famiglia benestante e politicamente impegnata in senso progressista e antifascista. Bilingue italo-spagnola (parlava anche le più importanti lingue europee), scrisse prevalentemente in italiano. Aveva varie abitazioni in affitto - all'Avana, a Parigi, a Roma e a Luserna San Giovanni, in Val Pellice, nelle Alpi piemontesi - e un'enorme biblioteca personale "itinerante" che la seguì nei vari trasferimenti della sua vita. Scoperta prestissimo la passione per la scrittura ("Non so immaginare la mia vita senza la scrittura perché non c'è mai stata vita per me senza scrivere"), Alba de Céspedes pubblicò la prima raccolta di racconti brevi, L'anima degli altri, a 24 anni, nel 1935 (poi seguirono le collezioni di poesie che continuò a pubblicare per altri 40 anni). Il 12 febbraio di quell'anno è arrestata con l'accusa di antifascismo e trascorre alcuni giorni nelle Mantellate, la sezione femminile del carcere di Regina Coeli.
Il suo primo romanzo è del 1938, Nessuno torna indietro, pubblicato dalla casa editrice Mondadori. Ad Arnoldo Mondadori la legava una solida amicizia, e l'editore in più occasioni fece da cuscinetto al carattere determinato e spigoloso della scrittrice, sostenendola nei momenti difficili, come ad esempio quando il regime fascista tentò di censurare il suo primo romanzo, chiedendone il ritiro, richiesta a cui la casa editrice milanese oppose il proprio rifiuto. Il personaggio femminile del romanzo delinea una donna scaltra, autonoma, diversa dall'immagine della donna proposta dal regime fascista. Il libro, nonostante varie difficoltà, varcò i confini nazionali ponendosi subito come un best seller internazionale. Con l'opera la de Céspedes vinse il Premio Viareggio nel 1939 ex aequo con Vincenzo Cardarelli, ma la decisione della giuria fu annullata per ordine di Mussolini, a causa dei precedenti politici antifascisti della prima e del reiterato mancato rinnovo della tessera d'iscrizione al partito del secondo.
Nel 1940 Alba de Cespedes pubblicò la raccolta di racconti Fuga, e nel 1943, a Bari, durante la seconda guerra mondiale partecipò alla Resistenza attraverso la radio con lo pseudonimo Clorinda.
Nel 1944 fondò la rivista letteraria Mercurio, che si avvalse fin dalle prime pubblicazioni di Alberto Moravia, Ernest Hemingway, Massimo Bontempelli, Sibilla Aleramo, Corrado Alvaro, Gaetano Salvemini, Giuseppe Saragat. A corredare i testi erano i disegni di Mino Maccari, Toti Scialoja e Renzo Vespignani. Nel secondo dopoguerra la scrittrice ebbe modo di conoscere numerosi esponenti del mondo letterario, da Paola Masino a Anna Banti, Maria Bellonci, Ottiero Ottieri, Elio Vittorini, Vitaliano Brancati, Aldo Palazzeschi e Corrado Alvaro. Più tardi le sue frequentazioni letterarie si allargarono a giovani scrittori, tra cui Libero Bigiaretti, Walter Mauro, Luigi Silori.
Alba de Céspedes conobbe anche Italo Calvino (italo-cubano come lei) col quale progettò iniziative Pro-Cuba-Socialista per dare vita all'"Associazione Nazionale di Amicizia Italia-Cuba": entrambi avevano abitazioni a Roma e a Parigi, dove ogni tanto si frequentavano.
Alla fine del 1948 Mercurio chiude e a partire dal giugno del 1952 de Céspedes inizia a collaborare al settimanale Epoca, allora diretto da Bruno Fallaci, curando la rubrica fissa Dalla parte di lei, titolo di un suo precedente romanzo,
dal numero 90 del 28 giugno del 1952 al numero 423 del 9 novembre del 1958.
La collaborazione con Epoca prosegue con la rubrica Diario di una scrittrice, ma si interrompe bruscamente e amaramente quando, il 3 marzo 1960, l'allora direttore della rivista Enzo Biagi scrive alla de Céspedes per comunicarle di aver deciso di sopprimere la rubrica poiché "dai frequenti sondaggi presso i lettori di Epoca è risultato che le rubriche Dalla parte di lei e, successivamente, Diario di una Scrittrice, non avevano quel seguito che ci auguravamo. Si presenta l'urgenza di una trasformazione del giornale [...] per poter dedicare maggiore spazio all'attualità [...]. Il provvedimento entra in vigore da questa settimana; il Suo ultimo articolo Le verrà regolarmente compensato". Risentita, de Céspedes si lamenta con Arnoldo Mondadori che "[...] ritengo che sia ingiusto e inumano interrompere una lunga collaborazione senza neppure un mese, che dico, una settimana di preavviso, informandone l'altro contraente a cose fatte. [...] vi sono norme morali che dovrebbero vietarci di far trovare la valigia fuori della porta di casa a una domestica che si è dimostrata onesta e, dunque, anche ad una giornalista a cui si riconosce, se non altro, la probità professionale". 

Scrisse anche per La Stampa di Torino e si dedicò quasi totalmente, tra il 1949 e il 1963, alla scrittura: Dalla parte di lei  (1949), Quaderno proibito (1952), Prima e dopo (1955) e Il rimorso (1962), critica pungente della classe intellettuale all'epoca in auge.
Pubblicò nel 1967 a Parigi La bambolona e scrisse, in francese, Sans autre lieu que la nuìt (1973), da lei tradotto come Nel buio della notte (1976). Scrisse anche una raccolta di poesie, Le ragazze di maggio (1970, anch'essa scritta in francese). L'ultimo suo racconto autobiografico (incompiuto, ma completato postumo a cura della Mondadori) fu scritto nel ventennio '80-'90 col titolo Con grande amore (dedicato a Fidel Castro e alla Rivoluzione Cubana).
Morì a Parigi nel 1997 a 86 anni dopo una lunga malattia.
Nel 2001 Mondadori ha edito un catalogo biografico in occasione di una mostra sull'artista tenutasi dal 3 al 22 ottobre di quell'anno al Palazzo delle Esposizioni di Roma. Nel 2011, in occasione del primo centenario della sua nascita, è stata ricordata in diversi Paesi del mondo. Nel 2012 è stata ricordata in numerose iniziative culturali ed editoriali promosse dal Ministero della Cultura di Cuba. 
Molte delle sue opere riflettono tratti autobiografici: come Valeria Cossati di Quaderno proibito, anche Céspedes era solita usare quaderni neri come diari ("Qui a Parigi non si trovano quaderni neri", da un'annotazione sul suo diario personale del 21 settembre 1958); come la protagonista di Dalla parte di lei, anche lei stava vivendo lo smarrimento della madre nella follia per amore; anche lei, come Emanuela in Nessuno torna indietro, era diventata madre in giovanissima età. 
Da diversi suoi libri e da sue sceneggiature sono stati tratti film, sceneggiati televisivi e riduzioni teatrali. I suoi lavori sono stati tradotti in 32 Paesi.

## Vita privata
La scrittrice, che all'anagrafe era cubana, per ottenere anche la cittadinanza italiana si sposò nell'ottobre del 1926, a 15 anni, con il conte romano Giuseppe Antamoro, dal quale ebbe un figlio nel 1928 e da cui si separò nel 1931; dalla fine del 1935 al luglio 1938 intrecciò una breve quanto intensa relazione con Vittorio Giovanni Rossi, allora famoso giornalista e scrittore, suo collega a Il Messaggero, di tredici anni maggiore.
Nel gennaio del 1940 conobbe a Sestriere il diplomatico italiano Franco Bounous, con cui si risposò nell'aprile del 1945 e che seguì poi a Washington e Mosca. Anche quello con Bounous sarà un rapporto difficile e tormentato e in alcune opere - Dalla parte di lei, Quaderno proibito, Prima e dopo soprattutto - de Céspedes trasfonde e lascia trasparire abbastanza chiaramente le amarezze e l'insoddisfazione di questa sua seconda esperienza matrimoniale, che deciderà poi di chiudere nel 1958.

## Tematica progressista
Alba de Céspedes è stata una delle protagoniste della letteratura del Novecento e un'autrice e intellettuale a tutto tondo. Donna di rara tenacia e scrittrice riluttante a farsi incasellare in schemi prefissati, ha improntato il proprio percorso creativo su due binari: quello dello stile - nei termini della qualità letteraria - e, soprattutto, quello dell'impegno politico e dell'insopprimibile esigenza di libertà e giustizia. Questa sorta di leitmotiv ha fatto spesso capolino tra le pagine dei suoi scritti.
Sebbene certa critica abbia inserito - o tentato di inserire - la sua opera nel contesto di quella che viene convenzionalmente definita letteratura rosa, l'opera di Alba de Céspedes, per contro, ha sempre mirato alla produzione di scritti di spessore etico e intellettuale, comunque in grado di far emergere la propria vocazione artistica senza che venisse meno l'impegno politico.
Le carte e documenti che nella sua lunga esistenza aveva raccolto e conservato personalmente, sono state donate dalla scrittrice, una settimana prima della sua morte, agli Archivi Riuniti delle Donne, con sede a Milano. Nella lettura di queste lettere, appunti, traduzioni, manoscritti e fotografie, pubblicamente consultabili, si possono rilevare i termini del suo impegno - tanto politico quanto culturale - così come le ragioni più profonde del suo lavoro. Sono, in definitiva, una testimonianza dell'appassionata e raffinata scrittura di questa autrice, nonché del suo desiderio di raccontare e interrogare (e interrogarsi) sul senso della storia, con una visione altra e alta, capace di andare in profondità rispetto al senso delle cose e degli eventi che circondavano le persone del suo tempo.
Il 9 ottobre 2002 a Cuba è nato l'annuale "Premio Letterario Alba de Céspedes", promosso dalla "Ambasciata Italiana all'Avana" e da varie istituzioni culturali di Roma, Milano, Venezia e Avana. La prima vincitrice è stata la scrittrice cubana Nancy Alonso con il suo racconto "Cerrado por reparacion". Nella stessa data è stata inaugurata anche la "Sala Alba de Céspedes" all'interno del "Museo Storico Carlos Manuel de Cespedes" di Bayamo, capoluogo della "Provincia di Granma" (zona di provenienza della famiglia De Cespedes). In tale sala il giorno 14 febbraio 2012 è stata presentata la prima edizione spagnola dell'ultimo romanzo di Alba de Céspedes "Con gran amor" (dedicato a Fidel Castro e alla Rivoluzione Cubana), edito dalle "Ediciones Union" dell'Avana e dall'"Arci Nazionale" di Roma. A Roma le è stata dedicata una strada.

## Giudizi critici
Fin dai primi racconti e già dal romanzo che le dà notorietà, Nessuno torna indietro, le analisi di Alba De Céspedes si dirigono verso le quattro mura familiari, in cui la donna, ancora negli anni trenta-quaranta, vive una vita domestica amara. L'indagine della De Céspedes naturalmente tende al sociale senza essere sociologica, in pratica preferendo l'attenzione critica verso un mondo di affetti e di soggezione più vicino a quello di Giuseppe Giacosa di Come le foglie che alla moderna liberazione. La rassegnazione si tramuta in ribellione nel romanzo Dalla parte di lei, la cui protagonista dopo un solo anno di matrimonio uccide il marito, e nell'uccisione la coeva resistenza romana (cui nella realtà la scrittrice aderì) viene evocata e insieme rimossa. Oppure il personaggio femminile riconosce il fallimento delle proprie speranze, della propria vita, come avviene nel Quaderno Proibito. Dall'iniziale autobiografismo e da un certo romanticismo che avviene nel ricordo e persino nelle descrizioni dei rapporti di coppia, la scrittrice sempre più viene liberando, anche attraverso un illimpidimento del linguaggio, una coscienza femminile di conquista dell'identità (Gilberto Finzi, da Novelle Italiane, ed. Garzanti).

## Biblioteca e archivio
La sua biblioteca e le sue carte, per sua espressa volontà, sono state depositate presso gli Archivi Riuniti delle Donne, Corso di Porta Nuova, 32, Milano.

## Onorificenze
Nel 1989 la Repubblica Cubana ha insignito Alba de Céspedes dell'Ordine Félix Varela, la onorificenza più alta prevista da quel Paese, in riconoscimento della sua difesa della Rivoluzione e della sua attività di diffusione della cultura cubana.

## Opere

### Prosa
- L'anima degli altri, Maglione, Roma 1935. Cliquot, Roma 2022 (novelle).
- Io, suo padre, Lanciano, Carabba, 1936 (romanzo).
- Concerto, Lanciano, Carabba, 1937.
- Nessuno torna indietro, Milano, Mondadori, 1938 (romanzo).
- Fuga, Milano, Mondadori, 1940 (racconti).
- Dalla parte di lei, Milano, Mondadori, 1949 (romanzo).
- Quaderno proibito, Milano, Mondadori, 1952 (romanzo).
- Invito a pranzo, Milano, Mondadori, 1955 (racconti).
- Prima e dopo, Milano, Mondadori, 1955 (romanzo).
- Il rimorso, Milano, Mondadori, 1963.
- La bambolona, Milano, Mondadori, 1967.
- Sans autre lieu que la nuit, Paris, Seuil, 1973 (romanzo).
- Nel buio della notte, Milano, Mondadori, 1976 (traduzione dell'autrice del suo Sans autre lieu que la nuit).
- Romanzi, a cura di Marina Zancan, Milano, I Meridiani Mondadori, 2011 (contiene: Nessuno torna indietro, Dalla parte di lei, Quaderno proibito, Nel buio della notte e Con grande amore).
- Con gran amor, La Habana, Ediciones Union, 2011 (racconto autobiografico in spagnolo, edito in occasione del centenario della nascita).
- Prima e dopo, Roma, Cliquot, 2023, prefazione di Nadia Terranova.
- È una donna che vi parla, stasera. La voce di Clorinda dalle radio libere di Bari e Napoli (1943-1944), Mondadori, 2024, a cura di Valeria Paola Babini (veline delle sue trasmissioni radiofoniche con pagine di diario e stralci di lettere).

### Poesia
- Prigionie, Lanciano, Carabba, 1936.
- Chansons des filles de Mai, Paris, Seuil, 1968.
- Le ragazze di maggio, Milano, Mondadori, 1970 (traduzione d'autrice del precedente).

### Teatro
- Gli affetti di famiglia (in collaborazione con Agostino degli Espinosa), 1952
- Quaderno proibito, Milano, Mondadori, 1961 (commedia in due tempi tratta dall'omonimo romanzo).

### Letteratura infantile e per ragazzi
- La compagnia dei sette (antologia scolastica, curata con Maria Bellonci), Roma, Faro, 1948.

### Cinema
- Nessuno torna indietro, regia di Alessandro Blasetti, 1943, (soggetto e sceneggiatura)
- Le amiche, regia di Michelangelo Antonioni, 1955, (sceneggiatura)
- Cento anni d'amore, episodio Gli ultimi dieci minuti, regia di Lionello De Felice, 1954 (soggetto e sceneggiatura)
- La bambolona, regia di Franco Giraldi, 1968 (soggetto).

### Televisione
- Quaderno proibito, regia di Marco Leto, 1980
- Nessuno torna indietro, regia di Franco Giraldi, 1987.